# جون دونيلي (لاعب كرة قدم)
جون دونيلي (بالإنجليزية: John Donnelly)‏ (8 مارس 1961 بغلاسكو في المملكة المتحدة - ) هو لاعب كرة قدم بريطاني في مركز الوسط. لعب مع دونفرملين أثلتيك وليدز يونايتد ونادي بارتيك ثيسل ونادي دمبرتون ونادي ماذرويل ونادي إيست فيف ونادي سترنرير ‏ وVale of Clyde F.C. ‏.